# Igreja Reformada e Evangélica
A Igreja Reformada e Evangélica (IRE) (em inglês Evangelical and Reformed Church) foi uma denominação cristã, formada nos Estados Unidos em 1934, pela fusão do Sínodo Evangélico da América do Norte e a maior parte da Igreja Reformada nos Estados Unidos (cuja minoria deu continuidade a denominação).
Em 1957, a IRE se uniu as Igrejas Cristãs Congregacionais para formar a atual Igreja Unida de Cristo.

## Doutrina
Devido a sua natureza de igreja unida, a denominação abarcou igrejas de origem reformada e luterana, razão pela qual usava tanto o Catecismo de Heidelberg, como o Catecismo Menor de Lutero e a Confissão de Augsburgo.

## Estatísticas
Em 1935, um ano após a sua formação, a IRE era formada por 920.589 membros, em 2.915 igrejas. A denominação declinou nos anos seguintes, até 1939, quanto atingiu 658.571 membros e 2.861 igrejas. Depois disso, voltou a crescer continuamente, atingindo 817.951 membros e 2.718 igrejas na data em que se fundiu com as Igrejas Cristãs Congregacionais para formar a atual Igreja Unida de Cristo.